# Nordite-(La)
La nordite-(La) è un minerale appartenente al supergruppo della nordite.